# Championnat de Tunisie de rugby à XV
 (février 2025).
Si vous disposez d'ouvrages ou d'articles de référence ou si vous connaissez des sites web de qualité traitant du thème abordé ici, merci de compléter l'article en donnant les références utiles à sa vérifiabilité et en les liant à la section « Notes et références ».
Le championnat de Tunisie de rugby à XV est l'une des principales compétitions tunisiennes de rugby à XV. Il est organisé pour la première fois en 1971.

## Clubs de l'édition 2022-2023
- Avenir sportif de Jemmal
- Avenir sportif de M'saken
- Club Rugby Sfax
- Équipe nationale des moins de 20 ans
- Rugby Club Ettahrir
- Rugby Club Béja
- Stade nabeulien

## Palmarès
- 1971-1972 : Club sportif sfaxien
- 1972-1973 : Club sportif sfaxien
- 1973-1974 : Stade tunisien
- 1974-1975 : Club africain
- 1975-1976 : Club sportif sfaxien
- 1976-1977 : Association sportive militaire de Tunis
- 1977-1978 : Club sportif des loisirs de Sfax
- 1978-1979 : Olympique de Béja
- 1979-1980 : Club sportif du ministère de l'Intérieur
- 1980-1981 : Club africain
- 1981-1982 : Club africain
- 1982-1983 : Club africain
- 1983-1984 : Club africain
- 1984-1985 : Club africain
- 1985-1986 : Avenir sportif de Jemmal
- 1986-1987 : Club africain
- 1987-1988 : Stade nabeulien
- 1988-1989 : Avenir sportif de Jemmal
- 1989-1990 : Espérance sportive de Tunis
- 1990-1991 : Stade nabeulien
- 1991-1992 : Rugby Club de Tunis
- 1992-1993 : Stade nabeulien
- 1993-1994 : Stade nabeulien
- 1994-1995 : Avenir sportif de Jemmal
- 1995-1996 : Stade nabeulien
- 1996-1997 : Stade nabeulien
- 1997-1998 : Stade nabeulien
- 1998-1999 : Stade nabeulien
- 1999-2000 : Avenir sportif de Jemmal
- 2000-2001 : Avenir sportif de M'saken
- 2001-2002 : Stade nabeulien
- 2002-2003 : Stade nabeulien
- 2003-2004 : Stade nabeulien
- 2004-2005 : Stade nabeulien
- 2005-2006 : Avenir sportif de Jemmal
- 2006-2007 : Avenir sportif de Jemmal
- 2007-2008 : Stade nabeulien
- 2008-2009 : Stade nabeulien
- 2009-2010 : Stade nabeulien
- 2010-2011 : Rugby Club Ettahrir
- 2011-2012 : Avenir sportif de Jemmal
- 2012-2013 : Avenir sportif de Jemmal
- 2013-2014 : Avenir sportif de Jemmal
- 2014-2015 : Avenir sportif de Jemmal
- 2015-2016 : Avenir sportif de Jemmal
- 2016-2017 : Avenir sportif de M'saken
- 2017-2018 : ?
- 2018-2019 : Avenir sportif de Jemmal
- 2019-2020 : Rugby Club Béja
- 2020-2021 : Stade nabeulien[1]
- 2021-2022 : Avenir sportif de Jemmal
- 2022-2023 : Stade nabeulien[2]